# Bloomsburg
Bloomsburg é uma cidade  localizada no estado norte-americano de Pensilvânia, no Condado de Columbia.

## Demografia
Segundo o censo norte-americano de 2000, a sua população era de 12.375 habitantes. 
Em 2006, foi estimada uma população de 12.883, um aumento de 508 (4.1%).

## Geografia
De acordo com o United States Census Bureau tem uma área de 
12,0 km², dos quais 11,4 km² cobertos por terra e 0,6 km² cobertos por água. Bloomsburg localiza-se a aproximadamente 276 m acima do nível do mar.

## Localidades na vizinhança
O diagrama seguinte representa as localidades num raio de 8 km ao redor de Bloomsburg. 